# The Recyclers
The Recyclers est un groupe français de jazz et d'improvisation musicale. Il est composé du pianiste Benoît Delbecq et du batteur Steve Arguëlles, parfois agrémenté du guitariste Noël Akchoté remplacé en 1999 par Christophe Disco Minck.

## Histoire
The Recyclers est formé au début des années 1990, et est composé de trois fortes personnalités musicales. Le groupe innove en explorant des structures rythmiques et mélodiques inhabituelles, et Delbecq et Arguëlles jouent un mélange entre le jazz et la musique électronique (l'electro dans le cas de l'album Davout). En parallèle, Delbecq et Arguëlles forment aussi le duo Ambitronix. Noël Akchoté, le guitariste du groupe, est remplacé en 1999 par le multi-instrumentiste Christophe Disco Minck.
De façon inattendue, le groupe se fait aussi connaître en accompagnant, à sa manière décalée, des chanteurs français comme Katerine pour qui ils deviennent backing band, Ignatus, Sasha Andres, et l'actrice Irène Jacob, et le poète Olivier Cadiot. Ils accompagnent aussi le musicien américain Ashley Slater sur ses albums de 2002 et 2006.
Le groupe revient en 2018 avec la sortie de l'album Davout au label D-Stream, distribué par L'Autre Distribution,. Cette même année, ils donnent un concert le 22 septembre 2018 au studio 104 de la Maison de la Radio dans le cadre des concerts Jazz sur le Vif d'Arnaud Merlin. Pour le journal La Terrasse, « les Recyclers illustrent à merveille l’envie de sortir des sillons balisés pour creuser des pistes de recherche ». Le groupe ne donnera plus signe d'activité connue après les concerts promotionnels liés à l'album.

## Discographie
- 1994 : Rhymes
- 1997 : Morceaux choisis
- 1997 : Visit (Babel)
- 1999 : Les Créatures (avec Katerine)
- 2002 : Huitième ciel (avec Katerine)
- 2002 : Big Lounge (avec Ashley Slater)
- 2007 : Cellophane (avec Ashley Slater)
- 2018 : Davout